# 共濟失調微血管擴張症候群
共濟失調微血管擴張症候群是一種小腦運動失調疾病，常於3-6歲發病，並會有免疫不全、微血管擴張，以及容易發生癌症，對輻射的抗性亦有所下降。
其發生率為1/40000至100000。
遺傳方面，其遺傳方式為體染色體隱性遺傳疾病，但帶因者也常會帶有輕微的表徵。